# Banjevci
Banjevci es una localidad de Croacia situada en el municipio de Stankovci, condado de Zadar. Según el censo de 2021, tiene una población de 401 habitantes.

## Demografía
| Gráfica de población de Banjevci 1857-2011                          |
|                                                                     |
| Según los censos de población de la Oficina de Estadísticas Croata. |